# Mataura Island
Mataura Island  est une communauté agricole de la région du Southland situé dans l’Île du Sud de la Nouvelle-Zélande.

## Situation
Elle est localisée tout près de la berge est de la partie inférieure du cours du fleuve Mataura.
Malgré son nom, ce n’est pas une île.
La ville de Mataura Island, à ne pas confondre avec celle de Mataura, est localisée à quelque 40 km à l’est de la principale cité de la région, qui est celle d’Invercargill, et à 15 km au sud de la ville d’Edendale, dans la plaine d’Awarua (en) et tout près de l’angle ouest du massif de The Catlins (en).

## Histoire
À l’époque des premiers colons, au milieu du 19e siècle, le fleuve Mataura s’écoulait ver l’est de la localité.
Le premier colon: Thomas Ayson dériva un petit cours d’eau, qui courait vers l’ouest, pour en faire un canal d’irrigation reliant le fleuve Mataura au 2 bouts.
L’inondation de 1878 entraîna une dérivation du parcours du cours d’eau Mataura en descendant dans le canal et creusant ainsi un nouveau lit et la localité devint ainsi pratiquement une île avec une partie du fleuve s’écoulant de chaque côté.
L’ancien lit du fleuve est maintenant bloqué par une digue à son extrémité nord (en amont).

## Activité
Jusqu’à 1990, ce fut le site de l’école de Mataura Island School, qui a fonctionné depuis 1890, et une église presbytérienne, qui fut établie en 1900.
Les deux ont disparu, tout comme l’ancienne usine de fabrication de fromages, qui a fonctionné de 1890 jusqu’en 1970.
Aujourd’hui, Mataura Island a une petite laiterie et une communauté d’élevage des moutons.